# Nemesio Otaño
José María Nemesio Otaño y Eguino, né le 19 décembre 1880 à Azcoitia, au Pays basque (Espagne), et décédé le 29 avril 1956 à San Sebastián (Espagne) est un prêtre jésuite basque espagnol compositeur, organiste, chef de chœur et musicographe.

## Biographie
Le jeune Nemesio Otaño est reçu dans la Compagnie de Jésus le 30 aout 1896 et fait son noviciat à Loyola (Guipúzcoa). Après la période de formation spirituelle initiale et les études de philosophie il entame des études musicales sous la direction de Vicente Goicoechea. Sa formation théologique achevée il est ordonné prêtre le 31 juillet 1911 à Comillas.
Le père Otaño se consacre alors à la musique sacrée. Il est à l'origine de la revue Musica sacro-hispana revue publiant articles de fond et œuvres musicales contemporaines. En 1912 il publie un long commentaire du motu proprio sur la musique sacrée de Pie X.
Dans les années 1910-1920, professeur à l'Université pontificale de Comillas, il s'engage dans la formation musicale des prêtres. II eut comme étudiant Noberto Almandoz, José Artero et Luis Usobiaga. En 1937 il est nommé directeur musical de la Radio nationale. Il est directeur du conservatoire de Madrid de 1940 à 1951.
Comme compositeur il se consacre à la musique religieuse pour orgue et voix humaine. Il publie plusieurs anthologies de pièces d'orgue (Antología moderna orgánica española, Antologiá orgánica práctica para las funciones eclesiásticas). Son œuvre la plus célèbre est Gran himmo a san Ignacio de Loyola (1917).
En 1941, il est nommé Chevalier de l'Ordre d'Alphonse X le Sage et en 1943 il devient membre de l'Académie royale des Beaux-Arts Saint-Ferdinand.
Le père Nemesio Otaño meurt le 29 avril 1956 à San Sebastián dans son Pays basque (Espagne).